# Spruceanthus semirepandus
Spruceanthus semirepandus är en bladmossart som först beskrevs av Christian Gottfried Daniel Nees von Esenbeck, och fick sitt nu gällande namn av Frans Verdoorn. Spruceanthus semirepandus ingår i släktet Spruceanthus och familjen Lejeuneaceae. Inga underarter finns listade i Catalogue of Life.